# Marinês Garcia
Marinês Garcia (1966) es una bióloga, algóloga, botánica, taxónoma, curadora, etnobotánica, y profesora brasileña.

## Biografía
En 1988, obtuvo una licenciatura en ciencias biológicas por la Universidad Federal de Río Grande do Sul (licenciatura en botánica y BSc); completa en 1992, la maestría en botánica (área de concentración taxonomía vegetal) supervisada por los Dres. Luís Rios de Moura Baptista y Norton Gianuca, y defendiendo la tesis: Contribuição ao conhecimento das algas psâmicas de Praia Azul: considerações taxonômicas e ecológicas por la misma casa de altos estudios (2000). Y nuevamente por la misma casa de estudios, el doctorado, en 2000 (previamente, hizo un período sándwich en la Universidad de Bristol, asesorada por el Dr. Eric Frank Ronda). Tanto la maestría como el doctorado fueron financiados con una beca de Coordinación de Capacitación de Personal de Nivel Superior, CAPES, Brasil. Y, por la misma casa, realizó un posdoctorado dentro del Programa Posdoctoral Especial de CNPq Taxonomía. Actualmente es profesora asociada de la Universidad Federal de Pelotas. Sus principales intereses científicos son taxonomía y ecología de diatomeas de playas arenosas marinas y estuarinas.

## Algunas publicaciones
- ROSA, V. C.; GARCIA, M. 2013. Ocorrência de Ulva spp., Polysiphonia sp., e Microcystis aeruginosa nas praias do Saco do Laranjal, Pelotas, RS. Thema (Pelotas) 10: 122-137

- GUIMARAES, P. S.; ZIGIOTTO, L.; GARCIA, M.; DELLAMANO-OLIVEIRA, M. J.; VIEIRA, A. A. H.; GIROLDO, D. 2013. PHYTOPLANKTON RELATIONSHIPS WITH BACTERIOPLANKTON, DISSOLVED CARBOHYDRATES AND WATER CHARACTERISTICS IN A SUBTROPICAL COASTAL LAGOON. Journal of Limnology (en línea) 72: 543-554

- ROSA, V. C.; GARCIA, M. 2013. Epiphytic diatoms (Bacillariophyceae) on Acrostichum danaeifolium (Pteridaceae) at Arroio Pseudônimo, Pelotas, Rio Grande do Sul, Brazil. Sitientibus serie Ciencias Biologicas (SCB) 13: 1-14

- GARCIA, M. 2013. Extubocellulus brasiliensis (Bacillariophyceae), a new species from southern Brazilian marine sandy beaches. Diatom (Nihon Keiso Gakkai) 29: 20-23

- GARCIA, M.; DUTRA, D. B. 2013. Morfologia e distribuição de Cocconeiopsis Witkowski, Lange- Bertalot & Metzeltin no litoral de Santa Catarina, Brasil. Iheringia. Série Botânica 68: 217-226

- GARCIA, M. 2012. Hyalogramma M.Garcia (Fragilariales, Bacillariophyceae): a new hyaline araphid genus from Brazilian marine sandy beaches. Diatom (Nihon Keiso Gakkai) 28: 1-7

- GARCIA, M.; ODEBRECHT, C. 2012. Remarks on the morphology and distribution of some rare centric diatoms in Southern Brazilian continental shelf and slope waters. Brazilian Journal of Oceanography (impreso) 60: 415-427

- GARCIA, M.; TALGATTI, D. M.; LAUDARES DA SILVA, R.; SOUZA-MOSIMANN, R. 2012. MORPHOLOGY AND DISTRIBUTION OF PARALIA (COSCINODISCOPHYCEAE) IN SOUTHERN BRAZIL. Iheringia. Série Botânica 67: 225-235

- GARCIA, M.; PONCET, G. M. F.; RODRIGUES, Lissave Bv. 2012. Morfologia e distribuição de Caloneis, Lyrella, Moreneis, Petroneis e Pinnularia em praias arenosas de Santa Catarina, Sul do Brasil. Ínsula (Florianópolis) 41: 5-22

- GARCIA, M. 2011. Morphology and distribution of the diatoms Hyaloneis hyalinum and a description of Pravifusus brasiliensis spec. nov. Diatom Research 26: 5-11

- GARCIA, M.; TALGATTI, D. M. 2011. Morfologia e distribuição de Catenula adhaerens Mereschkowsky (Bacillariophyceae) no Sul do Brasil. Iheringia. Série Botânica 66: 99-108

- GARCIA, M. 2010. A new diatom genus: Rimoneis M.Garcia (Fragilariaceae, Bacillariophyceae): a new hyaline araphid genus based on observations of frustules from Southern Brazil. Diatom (Nihon Keiso Gakkai) 26: 1-9

- TALGATTI, D. M.; LAUDARES-SILVA, R.; GARCIA, M.; VETTORATO, B.; SIMONASI, J.C. 2010. Considerations about Coscinodiscus wailesii (Diatomeae) on the Santa Catarina Island coast, Brazil. Brazilian Journal of Oceanography (impreso) 58: 353-358

- GARCIA, M. 2009. Morphology and Taxonomy of Melosira undulata (Ehrenb.) Kütz. var. normanii Arn. (Bacillariophyta) from Rio Grande do Sul, Brazil. Diatom (Nihon Keiso Gakkai) 25: 37-44

- GARCIA, M.; ODEBRECHT, C. 2009. Morphology and ecology of Thalassiosira Cleve (Bacillariophyta) species rarely recorded in Brazilian coastaal water. Brazilian Journal of Biology (impreso) 64: 1059-1071

- BERGESCH, M.; GARCIA, M.; ODEBRECHT, C. 2009. Diversity and morphology of Skeletonema species in southern Brazil, SW Atlantic Ocean Journal of Phycology 45: 1348-1352

- GARCIA, M.; ODEBRECHT, C. 2009. Chave Dicotômica Ilustrada para a Identificação de Espécies de Thalassiosira Cleve (Diatomácea) no Estuário da Lagoa dos Patos e Área Costeira Adjacente (Rio Grande do Sul, Brasil). Biota Neotropica (en línea, edición en inglés) 9: 01-16

- GARCIA, M.; TALGATTI, D. M. 2008. The diatom Anorthoneis dulcis Hein from southern Brazil: morphology and ecology. Research Letters in Ecology (impreso) p. 1-5

- GARCIA, M.; ODEBRECHT, C. 2008. Morphology and ecology of the planktonic diatom Palmerina hardmaniana (Greville) Hasle in southern Brazil (Cassino Beach, RS) Archivado el 19 de abril de 2018 en Wayback Machine.. Biota Neotropica (en línea, edición en inglés) 8: 85-90

- GARCIA, M.; SOUZA, V. F. DE 2008. Amphora tumida Hustedt (Bacillariophyceae) from southern Brazil. Iheringia. Série Botânica 63: 139-143

- GARCIA, M. 2007. Seminavis atlantica M.Garcia, a new psammic diatom (Bacillariophyceae) from southern Brazilian sandy beaches. Brazilian Journal of Biology 67: 765-769

- TALGATTI, D. M.; GARCIA, M.; SCHAFFER, Lígia. 2007. O gênero Eunotia Ehrenberg (Bacillariophyta) do arroio do Ecocamping Municipal de Pelotas, RS, Brasil. Revista Brasileira de Biociências (en línea) 5: 756-758

- GARCIA, M. 2004. Morphology and taxonomy of Neohuttonia reichardtii (Grunow) O. Kuntze (Bacillariophyta) from southern Brazil Archivado el 13 de agosto de 2017 en Wayback Machine.. IHERINGIA, Série Botânica, Porto Alegre 59 (2): 179-182

### Libros
- GARCIA, M. 1993. Psammic algae from Praia Azul, Brazil. Berlín: J. Cramer, 167 pp. resumen en línea ISBN 3443600212, ISBN 9783443600211

#### Capítulos de libros publicados
APLICAÇÕES DA FICOLOGIA; ANAIS DO XI CONGRESSO BRASILEIRO DE FICOLOGIA. Rio de Janeiro, MUSEU NACIONAL/UFRJ, v. 30, 2008
- GARCIA, M. Morphology and distribution of Desikaneis Prasad from Laranjal Bay, Lagoa dos Patos Lagoon, Rio Grande do Sul, Brazil, p. 123-129
- GARCIA, M.; TALGATTI, D. M. Morphology and distribution of Psammodiscus nitidus (Gregory) Round & Mann from Santa Catarina coast, BRAZIL, p. 131-139

- GARCIA, M. 1996. The distribution of psammic algae on a marine beach at Praia Azul, Brazil. In: Frank E. Round (org.) Proceedings of the Thirtieth Diatom Symposium. Bristol: Biopress, v. 13, p. 183-205

### En Congresos
En XXIII Congresso de Iniciação Científica da UFPel, Pelotas, UFPel, 2014
- MELLO, Y.; GARCIA, M. OCORRÊNCIA DE AULACOSEIRA (BACILLARIOPHYTA) NO ARROIO TOTÓ (PELOTAS), RS..
- DUTRA, D. B.; GARCIA, M. DIATOMÁCEAS DOS ARROIOS DE CASA DE PEDRA, BAGÉ, RS

- GUIMARAES, P. S.; GARCIA, M.; Giroldo, D. 2013. DIATOMÁCEAS PERIFÍTICAS DO ARROIO BOLAXA (RIO GRANDE,RS, BRASIL). In: 12º MPU-Mostra da Produção Universitária da FURG - XV Encontro de Pós-Graduação, Rio Grande, FURG, p. 1-4

- DUTRA, D. B.; GARCIA, M. 2013. DIATOMÁCEAS (Bacillariophyceae) INDICADORAS DE ALTERAÇÕES ANTROPOGÊNICAS EM UM ARROIO RURAL NA PICADA DAS ANTAS, SÃO LOURENÇO DO SUL (RS), BRASIL. In: XXII CIC- Congresso de Iniciação Científica da UFPel, Pelotas, UFPel, p. 1-4

En V Congresso Sul-Riograndensse de Biociências, PelotasUniversidade Católica de Pelotas, 2010
- PONCET, G. M. F.; GARCIA, M. DIATOMÁCEAS DOS ARROIOS SALGADO E ARTIFICIAL, COLÔNIA Z3, PELOTAS, RS.
- RODRIGUES, L. B. V.; GARCIA, M. PRINCIPAIS GÊNEROS DE DIATOMÁCEAS ENCONTRADOS NA LAGOA PEQUENA, RS, BRASIL

- ROSA, V. C.; GARCIA, M. 2009. Composição fitoplanctônica presente no Saco do Laranjal, Pelotas, Brasil. In: Congresso de Iniciação Científica. Pelotas: Editora da UFPel

- ROSA, V. C.; GARCIA, M. 2009. Ocorrência e biomassa da macroalgas Enteromorpha no Saco do Laranjal, Pelotas, RS, Brasil. In: XVIII CIC - UFPel, Pelotas

- ROSA, V. C.; GARCIA, M. 2008. DIATOMÁCEAS BENTÔNICAS (EPÍFITAS) E PLANCTÔNICAS DO ESTUÁRIO DA. In: Congresso de Iniciação Científica da UFPel, Pelotas - UFPel

- GARCIA, M. 2007. Taxonomia, morfologia e distribuição de diatomáceas da família Cymatosiraceae (Bacillariohyceae) nos litorais de Santa Catarina e Rio Grande do Sul. In: XII Congresso Laino-Americano de Ciências do Mar, 2007, Florianópolis, Colacmar

- ROSA, P.; GARCIA, M. 2007. DISTRIBUIÇÃO E FREQÜÊNCIA DO GÊNERO Planothidium Round & Bukhtiyarova NO SACO DO LARANJAL COM ESPÉCIE POTENCIALMENTE BIOINDICADORA DE QUALIDADE DE ÁGUA, PELOTAS (RS-BRASIL). In: XVI Congresso de Iniciacao Cientifica, 2007, Pelotas, Universidade Federal de Pelotas

- TALGATTI, D. M.; GARCIA, M.; SCHAFFER, Lígia. 2006. O gênero Eunotia Ehr. (Bacillariophyta) do arroio do Ecocamping Municipal de Pelotas, RS, Brasil. In: 57.º Congresso Nacional da Botânica, Gramado. Porto Alegre: Universidade Federal de Pelotas.
- TALGATTI, D. M.; GARCIA, M. 2006. Espécies do gênero Fallacia Stickle & Mann (Diatomáceas-Bacilariophyceae) do Saco do Laranjal: potencial bioindicador. In: XV CIC- UFPel

- GARCIA, M.; TALGATTI, Dávia Marciana. 2006. Levantamento dos gêneros de diatomáceas do Ecocamping Municipal de Pelotas, RS, Brasil. In: XIV Congresso de Iniciação Científica, Pelotas

- GARCIA, M. 2001. Psammococconeis, a new genus of Bacillariophyta based on Cocconeis Ehr., from brazilian sandy beaches. The Phycologist, Liverpool 58: 36

## Producción artística/cultural
- GARCIA, M.; SILVA, Fernanda Ribeiro da; SCHAFFER, Lígia; VARGAS, Daiane Peixoto; BEHLING, Greici Maia. 2004. Conservação da Natureza e Educação Ambiental no Ecocamping Municipal de Pelotas

- GARCIA, M. 2003. Semana do Museu- Museu de Ciências Naturais "Carlos Ritter"

## Honores[5]

### Revisora de periódicos
- 2003. Periódico: Diatom Research
- 2004. Periódico: Revista Brasileira de Botânica
- 2000 - 2009. Periódico: Iheringia. Série Botânica
- 2001. Periódico: Hoenea
- 2001. Periódico: Revista do Instituto Oceanográfico da USP
- 2001. Periódico: Revista Brasileira de Biologia
- 2005 - actual. Periódico: Acta Botanica Brasilica
- 2005. Periódico: Acta Botanica Brasilica
- 2006. 2010. Periódico: Acta Amazónica
- 2007. Periódico: Atlântida
- 2007 - actual. Periódico: Journal of Coastal Research
- 2009 - actual. Periódico: Acta Limnologica Brasiliensia
- 2011. Periódico: Rodriguesia
- 2011. Periódico: Chinese Journal of Oceanology and Limnology
- 2011. Periódico: Cryptogamie. Algologie
- 2012. Periódico: Journal of Soil Science and Environmental Management
- 2012. Periódico: Atlântida
- 2013. Periódico: ALGAE
- 2014. Periódico: Biota Neotropica (en línea, edición en inglés)
- 2014. Periódico: Biota Neotropica (en línea, edición en inglés)

### Revisora de proyectos de fomento
- 2003 - 2005. Proyecto: Conselho Nacional de Desenvolvimento Científico e Tecnológico
- 2013. Proyecto: UFPel- Pró-Reitoria de Pesquisa

### Membresías
- de la Sociedad Botánica del Brasil.[6][7]

#### De Cuerpo Editorial
- 2013 y continua. Periódico: Editora e Gráfica da UFPel

### Premios y títulos
- 2014: destaque en XXIIIº Congresso de Iniciação Científica da UFPel, como orientadora de Débora B. Dutra en trabajo oral presentado, UFPel
- 2009: mejor póster (1.er lugar) de Iniciação Científica em Ciências Biológicas no CIC-UFPel (como orientadora de Venessa Correa da Rosa), Universidad Federal de Pelotas
- 2006: profesora homenajeada del turno de formados del Curso de Ciencias Biológicas, Universidad Federal de Pelotas
- 2006: segunda mejor presentación oral de Ciencias Biológicas en el CIC de la UFPel como orientadora de Patríca da Rosa, Universidad Federal de Pelotas
- 2000: amiga de Policía Ambiental de Chapecó, 2 Batallón de Policía Ambiental
- La abreviatura «M.Garcia» se emplea para indicar a Marinês Garcia como autoridad en la descripción y clasificación científica de los vegetales.[8]

- Portal:Biografías. Contenido relacionado con Botánica.
- Portal:Biología. Contenido relacionado con Taxonomía.